# Municípios da Alemanha

A "pirâmide" das subdivisões administrativas da Alemanha.

Os municípios (Gemeinden, singular Gemeinde) são o menor nível de divisão territorial da Alemanha. São também o quarto nível de divisão territorial da Alemanha, além dos estados que incluem os Regierungsbezirke.

## Visão geral
Existem cerca de 11 000 municípios na Alemanha. Com mais de 3 400 000 habitantes, a cidade mais populosa é a cidade de Berlim, e a menor é a cidade de Wiedenborstel (5 habitantes em 2007), no estado de Schleswig-Holstein.